# Philadelphia (Tennessee)
Philadelphia è un comune degli Stati Uniti d'America, situato nello Stato del Tennessee, nella Contea di Loudon.